# الانتقال الآني الهولوجرامي
الانتقال الآني الهولوجرامي (Holoportation) يأتي المصطلح من دمج مقطعي Holo وهي بداية كلمة هولوجرام، والثانية Portation والتي تعبر عن الانتقال. والانتقال الآني الهولوجرامي هو مشروع بحثي تعكف عليه شركة ميكروسوفت بهدف النقل الآني ثلاثي البعد واللحظي غير المسجل للعناصر سواء حية أو غير حية، وبذلك يمكن أن ينتقل النموذج المجسم لمعلم أو مدير أو محاضر من مكان لمكان آخر ولجمهور حضور ربما في بلد آخر أو قارة أخرى. وهو بذلك تطور لمفاهيم وتقنيات أخرى مثل الواقع الافتراضي والواقع المعزز.

## شاهد أيضا
- الواقع المعزز
- الواقع الافتراضي

## المَراجع
1. ↑  "Holoportation". Microsoft Research (بالإنجليزية الأمريكية). Archived from the original on 2022-06-14. Retrieved 2020-12-31.
2. ↑  "holoportation: virtual 3D teleportation in real-time (Microsoft Research) - YouTube". www.youtube.com. مؤرشف من الأصل في 2022-05-31. اطلع عليه بتاريخ 2020-12-31.
3. ↑  "Cyber Learning From Reality Through Virtuality to Holoportation: Status-quo and a Proposed Model for Closing the Gap in Africa". semanticscholar.org. مؤرشف من الأصل في 27 يونيو 2022. اطلع عليه بتاريخ Jun. 30, 2022. {{استشهاد ويب}}: تحقق من التاريخ في: |تاريخ الوصول= (مساعدة)